# Grönhögens kalkbrott
Grönhögens kalkbrott är ett tidigare kalkbrott i närheten av Grönhögen på södra Öland. Det vattenfyllda kalkbrottet är idag en populär bad- och dykplats för sportdykare.

## Historia
I kalkbrottet bröt den numera nedlagda Ytongfabriken kalk under mitten av 1900-talet. Vid tillverkningen av så kallad gasbetong påbörjades processen genom att kalk och alunskiffer blandades och brändes i fältugnar som formade breda, öppna fickor i kalkstensbrottet.

## Sportdykning
Kalkbrottet är idag en populär bad- och dykplats för sportdykare. Kalkbrottets botten har flera platåer (till exempel ned till 12-16 meters djup) och lämpar sig väl även för nybörjare. Det azurfärgade vattnet bjuder ofta på mycket god sikt även om algblomning sommartid kan försämra sikten. 
Under vattnet återfinns gamla broar och andra konstruktioner från brottets aktiva tid. Botten består framförallt av sten med ett tunt lager sediment (0-15 centimeter). Djurlivet består framförallt av kräftor och abborrar som vanligtvis återfinns i viss riklighet i brottets norra delar.
Norra delen av stenbrottet är relativt grunt (2-15 meter) medan södra sidan av stenbrottet sluttar brant nedåt botten.